# Camp Perry

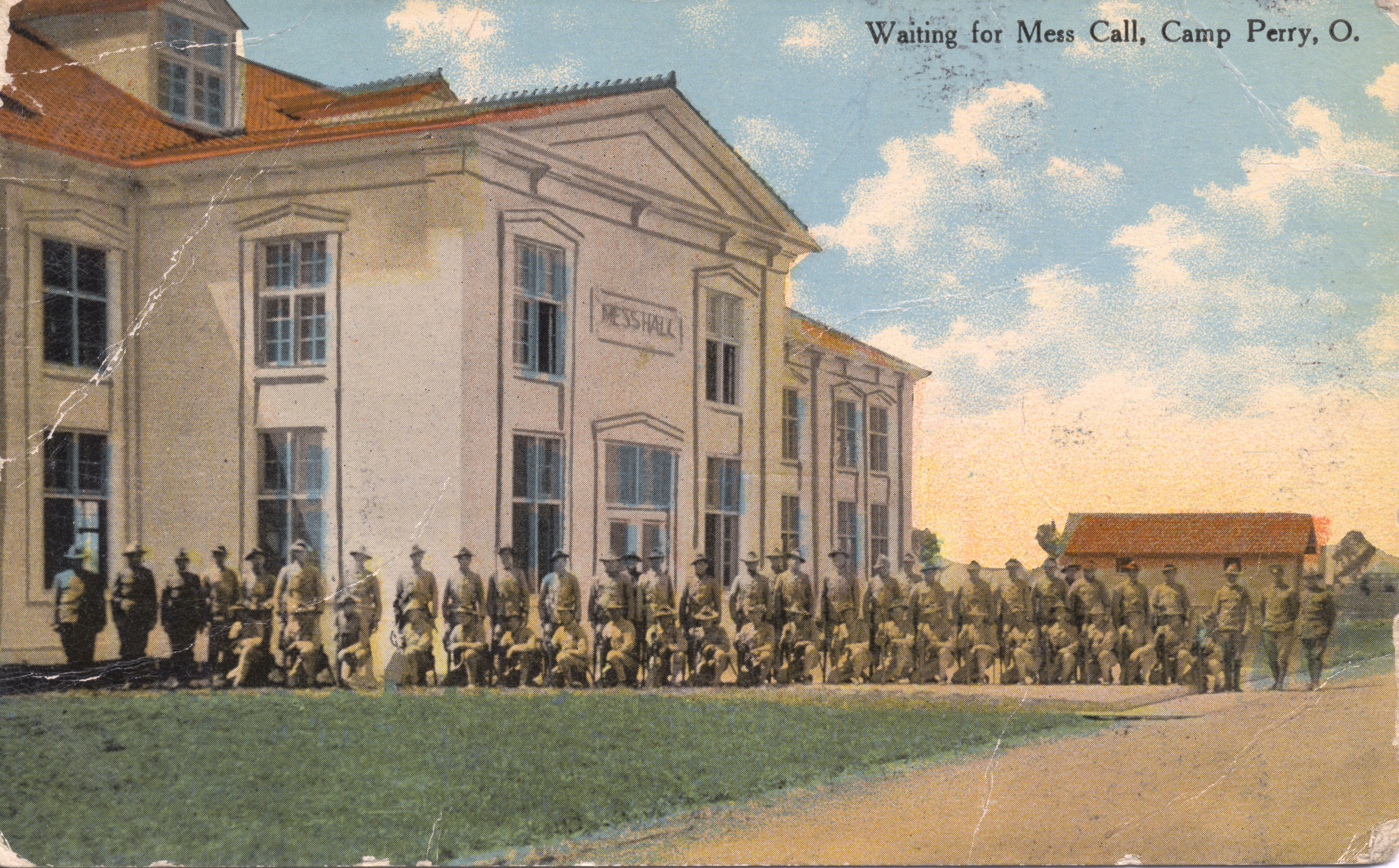
Camp Perry nel 1912

Campo Perry è una installazione militare della Guardia Nazionale degli Stati Uniti, che si trova nell'Ohio settentrionale, sulla riva del lago Erie presso Port Clinton. Oltre ad essere una base di addestramento, Campo Perry è anche il luogo col più esteso poligono all'aperto del mondo.
La terra dove sono sorte le strutture dell'installazione militare e dell'impianto di tiro è stata acquistata nel 1906. La base che vi è stata costruita è stata poi dedicata al commodoro Oliver H. Perry, ufficiale di marina americano che vinse la battaglia di Lago Erie durante la guerra del 1812.
Fin dal 1907 la località fu scelta per ospitare gli Incontri Nazionali di Tiro con la pistola e la carabina promossi ed organizzati dalla National Rifle Association. Per ben due volte il poligono di Campo Perry venne scelto per ospitare il campionato mondiale di tiro, nel 1913 e nel 1923.
Durante la prima guerra mondiale il campo servì come centro di formazione per gli ufficiali dell'Esercito e gli istruttori di tiro. Durante la seconda guerra mondiale venne invece utilizzato come centro di detenzione per prigionieri di guerra tedeschi ed italiani.
Dopo la seconda Guerra Mondiale molte strutture del complesso vennero dismesse o riconvertite ad uso civile o industriale e sono ancora oggi in uso, sotto varie forme. Il 24 giugno 1998 un tornado danneggiò diversi edifici della base.
Attualmente Campo Perry è sede della 213ª Compagnia (Supporto Missili) e della 372ª Compagnia (Mantenimento missili), nonché di altri reparti della Guardia Nazionale dell'Ohio, della Milizia Navale dell'Ohio e della Riserva Militare dell'Ohio.